# Barbara Hammer
Barbara Hammer (Los Angeles, 15 mei 1939 - New York, 16 maart 2019) was een Amerikaanse lesbisch en feministisch filmmaakster, voornamelijk bekend om haar experimentele films over onder meer vrouwenkwesties, lesbische relaties, ouder worden en familiebanden. Als vermeende grondlegger van een specifiek lesbische esthetica, combineert ze die elementen om zo een nieuwe beeldtaal te creëren, eigen aan homoseksuele vrouwen. 
Die beeldtaal interageert sterk met de rondgaande visuele theorieën over vrouwen, lichamelijkheid en verlangens. Met haar films mengt Hammer zich in het -voornamelijk psychoanalytische- discours over de macht van de blik, en dialogeert ze zowel met de patriarchale ideologie van Sigmund Freud en aanhangers, als met de specifieke lesbische focus op datzelfde onderwerp van onder meer Theresa de Lauretis en Adrienne Rich.
Vooral met haar vroege werk verwierf ze een pioniersstatus in de LGBTQ+-gemeenschap, en fungeert ze er nog steeds als referentiepunt. Met meer dan tachtig films op haar palmares groeide ze uit tot een van de meest productieve lesbische/feministische filmmakers in de Verenigde Staten, en creëerde ze daarnaast ook kunstinstallaties en performances. 

## Leven en dood
Hammer werd geboren in Los Angeles en groeide op in Inglewood,Californië. Al op jonge leeftijd leerde ze de filmindustrie kennen: haar (Oekraïense) grootmoeder werkte als kok voor Hollywoodsterren, waaronder de Amerikaanse filmregisseur D.W. Griffith.  
In 1961 studeerde Hammer af met een bachelor in psychologie aan de University of California, Los Angeles. Ze behaalde een masterdiploma in Engelse literatuur in 1963. De dag na haar diploma-uitreiking trouwde ze met Clay Henri Ward, waarna ze met hem op wereldreis vertrok. In 1968 scheidde ze van hem en verhuisde naar Berkeley. Daar gaf ze Engelse les aan een community college in Santa Rosa, Californië. Rond diezelfde tijd kwam ze uit de kast als lesbienne, na een gesprek met een andere student in een feministische groep.  
Begin jaren zeventig studeerde ze film aan de San Francisco State University. Hier kwam ze voor het eerst Maya Deren's Meshes of the Afternoon tegen, wat haar inspireerde om experimentele films te maken over haar persoonlijke leven. Daar filmde ze Dyketactics, naar Hammers eigen zeggen “the first lesbian-lovemaking film to be made by a lesbian”. In 1975 studeerde ze af met een Master in film aan de San Francisco State University. 
Ze bracht haar eerste speelfilm, een experimentele documentaire, Nitrate Kisses uit in 1992. Deze film werd genomineerd voor de Grand Jury Prize op het Sundance Film Festival 1993. Het won de Polar Bear Award op het Internationaal filmfestival van Berlijn en de Best Documentary Award op de Internacional de Cine Realizado por Mujeres in Madrid. Ze behaalde een Post Masters in Multi-Media Digital Studies aan het American Film Institute in 1997. In 2000 ontving ze de Moving Image Award van Creative Capital en in 2013 was ze een Guggenheim Fellow.. Ze ontving de eerste Shirley Clarke Avant-Garde Filmmaker Award in oktober 2006, de Women In Film Award van het St. Louis International Film Festival in 2006 en in 2009 de Teddy Award voor de beste korte film voor haar film 'A Horse Is Not A Metaphor 'op het Internationale Filmfestival van Berlijn.
Hammer stond in haar kennissenkring bekend als een hartenbreker, tot ze eind jaren '80 haar toekomstige echtgenote Florrie Burke leerde kennen tijdens The West Coast Women’s Music Festival in Yosemite. De twee zouden 31 jaar samen blijven, tot Hammers dood.  
Op 16 mei 2019 stierf ze op 79-jarige leeftijd aan eierstokkanker, een ziekte die in 2006 bij haar gediagnosticeerd werd. In haar laatste levensjaren sprak ze herhaaldelijk in het openbaar over haar naderende dood, zowel als kunstenaar die reflecteert op haar creatieve leven als als euthanasie-activiste (in heel wat Amerikaanse staten, waaronder New York, is het nog steeds illegaal om terminale patiënten te helpen sterven). Ook Hammers partner Florrie Burke was activiste voor the New York Medical Aid in Dying Act, en bleef ook na Hammers dood strijden voor de legalisering van euthanasie.

## Filmstijl en thema's
Hammers werk vertrok aanvankelijk vanuit een gebrek aan voorbeelden, een gebrek aan een filmesthetica die los staat van het patriarchaat: “As there has never been a lesbian filmmaker whose life and work I should study, I study my own life”, meende Hammer, “and by doing so make work that attempts to partly fill the dearth of lesbian herstory for lesbians of the twenty-first century”. Ze stelt dat een lesbische filmkunstenaar zichzelf baart: “there are no examples of lesbian filmmakers who identify themselves publicly as lesbians in the past. The absence of visual mothers for the moving-image maker presents a particular vacuum and accounts for some of the aesthetics of a lesbian filmmaker today”. Gebiologeerd door het visuele, het tactiele en het seksuele, thematiseerde de filmmaakster die aspecten in haar films, later bewerend dat “if a film library of lesbian sexual and sensual expression existed, I doubt that I would have made Dyketactics”.
In de vroege jaren '70, aan het begin van haar lange carrière als filmmaker, koesterde Hammer in de eerste plaats het verlangen “to put a ‘lesbian’ body on the screen, to bring a lesbian subjectivity to film, to question hetero-normative experimental film”. Later, vanaf de jaren ’80, verschuift haar focus enigszins naar hoe het (lesbische) lichaam een plaats kent in de natuur en de politieke context van overheidscensuur, rechtse repressie en milieuverontreiniging. Verder komen ook thema's zoals ouderdom, ziekte en de dood vanaf de jaren '80 vaker voor in haar werk . 
Ondanks die verschuivingen in haar poëtica, zweven Hammers films consequent tussen vier pijlers: autobiografie, seksualiteit, lesbische collectiviteit en spiritualiteit/natuur.

## Filmografie
- Schizy (1968)
- Barbara Ward Will Never Die (1969)
- Traveling: Marie and Me (1970)
- The Song of the Clinking Cup (1972)
- I Was/I Am (1973)
- Sisters! (1974)
- A Gay Day (1973)
- Dyketactics (1974)
- X (1974)
- Women's Rites, or Truth is the Daughter of Time (1974)
- Menses (1974)
- Jane Brakhage (1975)
- Superdyke (1975)
- Psychosynthesis (1975)
- Superdyke Meets Madame X (1975)
- Moon Goddess (1975) – with G. Churchman
- Eggs (1972)
- Multiple Orgasm (1976)
- Women I Love (1976)
- Stress Scars and Pleasure Wrinkles (1976)
- The Great Goddess (1977)
- Double Strength (1978)
- Home (1978)
- Haircut (1978)
- Available Space (1978)
- Sappho (1978)
- Dream Age (1979)
- Lesbian Humor: Collection of short films (1980–1987)
- Pictures for Barbara (1980)
- Machu Picchu (1980)
- Natura Erotica (1980)
- See What You Hear What You See (1980)
- Our Trip (1981)
- Arequipa (1981)
- Pools (1981) – with B. Klutinis
- Synch-Touch (1981)
- The Lesbos Film (1981)
- Pond and Waterfall (1982)
- Audience (1983)
- Stone Circles (1983)
- New York Loft (1983)
- Bamboo Xerox (1984)
- Pearl Diver (1984)
- Bent Time (1984)
- Doll House (1984)
- Parisian Blinds (1984)
- Tourist (1984–85)
- Optic Nerve (1985)
- Hot Flash (1985)
- Would You Like to Meet Your Neighbor? A New York Subway Tape (1985)
- Bedtime Stories (1986)
- The History of the World According to a Lesbian (1986)
- Snow Job: The Media Hysteria of AIDS (1986)
- No No Nooky T.V. (1987)
- Place Mattes (1987)
- Endangered (1988)
- Two Bad Daughters (1988)
- Still Point (1989)
- T.V. Tart (1989)
- Sanctus (1990)
- Vital Signs (1991)
- Dr. Watson's X-Rays (1991)
- Nitrate Kisses (1992)
- Out in South Africa (1994)
- Tender Fictions (1996)
- The Female Closet (1997)
- Devotion: A Film About Ogawa Productions (2000)
- History Lessons (2000)
- My Babushka: Searching Ukrainian Identities (2001)
- Resisting Paradise (2003)
- Love/Other (2005)
- Fucking Different New York (2007) (segment "Villa Serbolloni")
- A Horse is not a Metaphor (2009)
- Generations (2010)
- Maya Deren's Sink (2011)
- Welcome to this House (2015)